# Kalasaari (ö i Birkaland, Tammerfors, lat 61,76, long 24,67)
Kalasaari är en ö i Finland. Den ligger i sjön Äväntäjärvi och i kommunen Orivesi i den ekonomiska regionen Tammerfors och landskapet Birkaland, i den södra delen av landet, 180 km norr om huvudstaden Helsingfors. Öns area är 23,5 hektar och dess största längd är 0,8 kilometer i nord-sydlig riktning.